# 后髮座31
后髮座31，又名BD+28 2156，HD 111812、SAO 82537、HR 4883，是后髮座的一颗恒星，视星等为4.94，位于銀經114.93，銀緯89.58，其B1900.0坐标为赤經12h 46m 49.7s，赤緯+28° 89.58′ 6″。